# Iglesia de San Francisco de la Montaña
La Iglesia de San Francisco de la Montaña es un templo católico ubicado en la población de San Francisco de la Montaña de la Provincia de Veraguas. Este templo de estilo barroco data de 1630. Fue declarada monumento histórico nacional mediante Ley 29 de 1937. A través de la Ley 68 de 1941 se vuelve a declarar como monumento histórico nacional y se deroga la Ley 29 de 1937.

## Descripción
La iglesia posee un exterior bastante modesto. Ésta cuenta con una torre baja pintada de blanco, la cual alberga el campanario y sirve de entrada principal. Igualmente cuenta con dos entradas laterales cubiertas por aleros sostenidas en columnas de ladrillo. 
La sencillez del exterior contrasta drásticamente con la riqueza artística que alberga en su interior.
La iglesia cuenta con varios retablos tallados a manos que muestran un gran sincretismo cultural. Entre los retablos más destacados podemos mencionar el retablo de la Purísima, el cual cuenta con 192 piezas; el retablo de la Pasión, el de san Antonio y el de las ánimas del purgatorio, con 120 piezas cada uno. Es indudable la presencia del barroco churrigueresco en estos, pero hay una notable influencia indígena en los motivos tallados. En el 2007 la iglesia fue sometida una restauración exhaustiva y se desmontaron estos retablos pieza por pieza. Uno de los más trabajados fue el altar mayor, el cual cuenta con 480 piezas.

## Galería

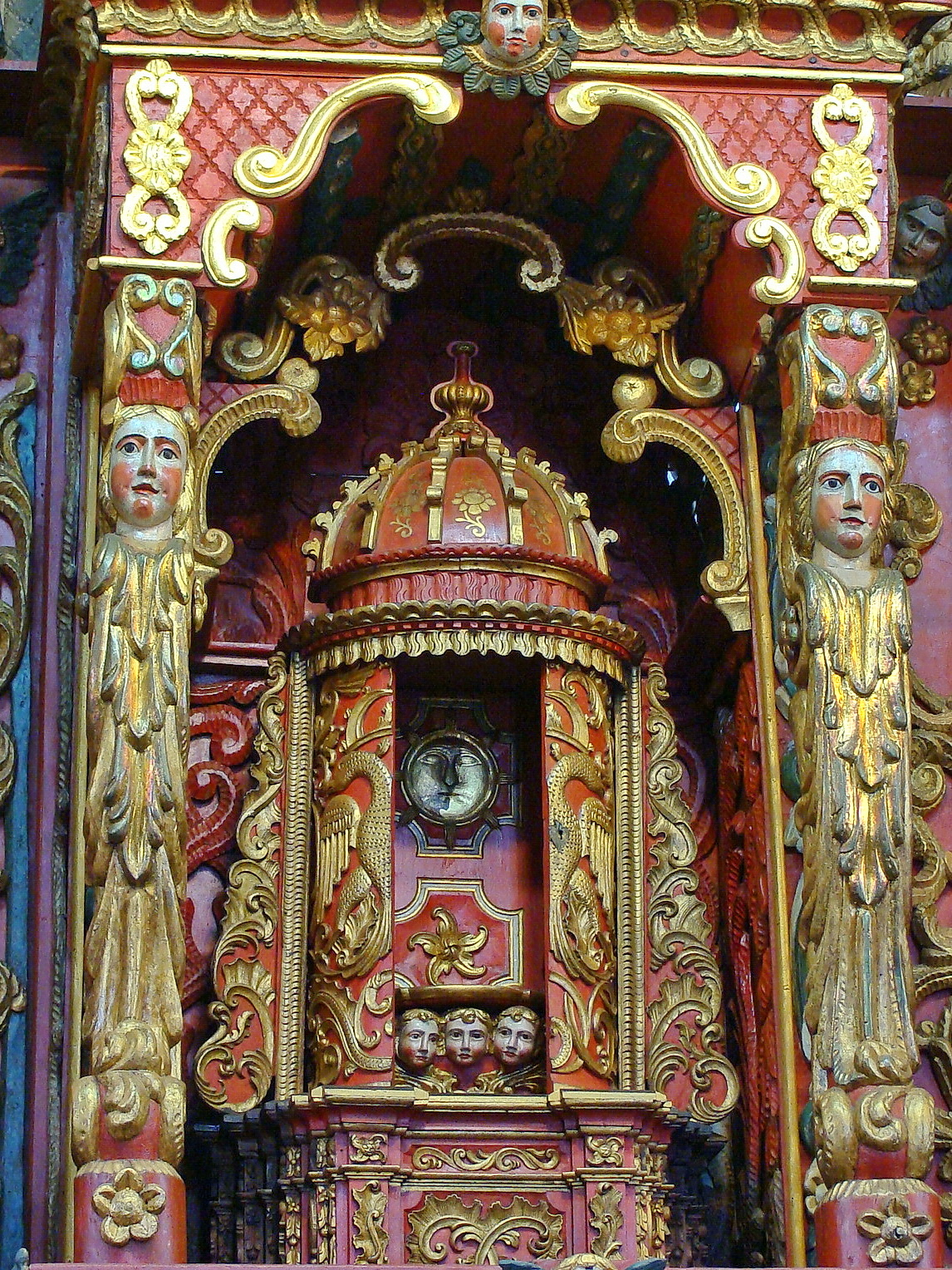
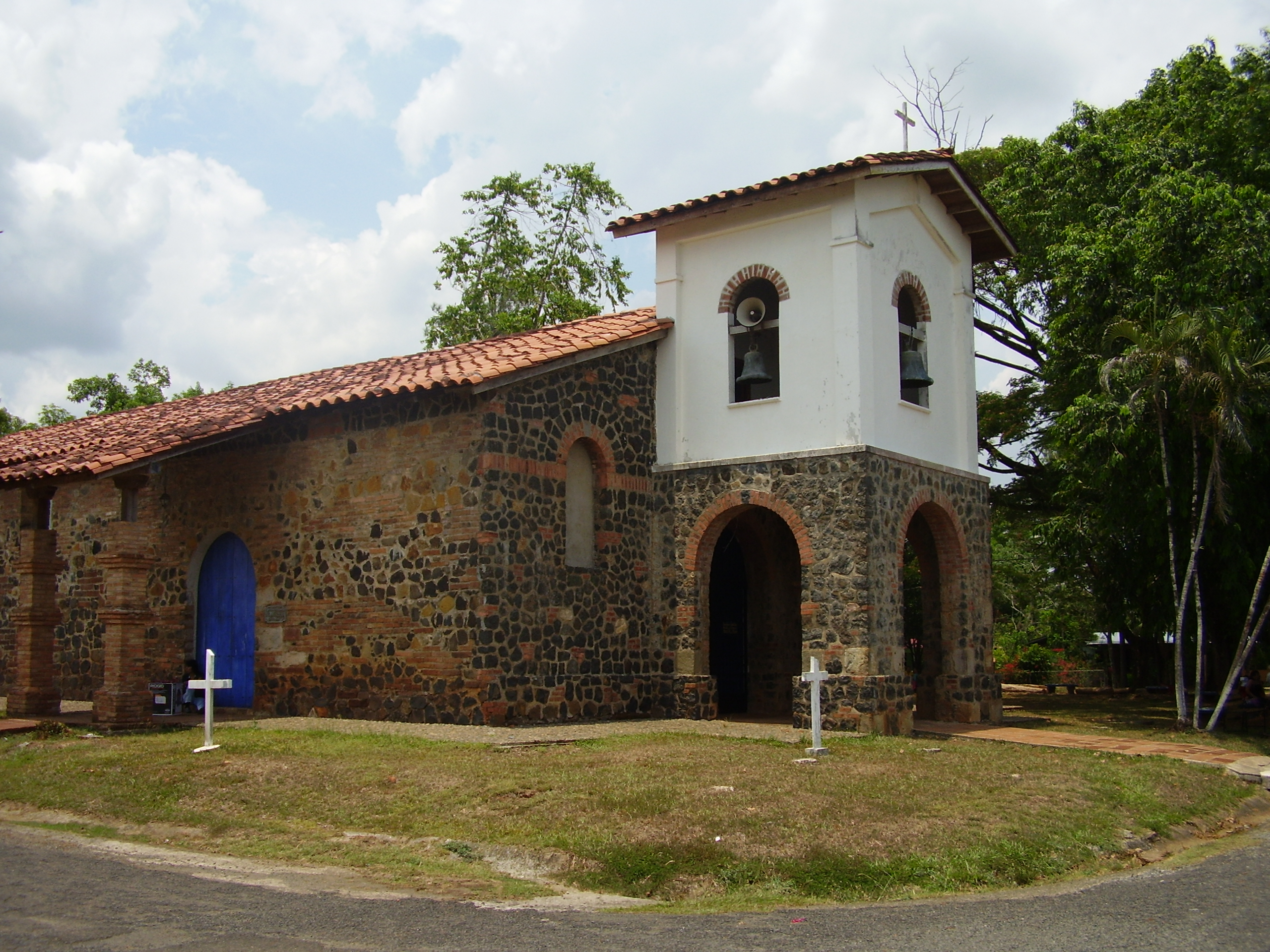
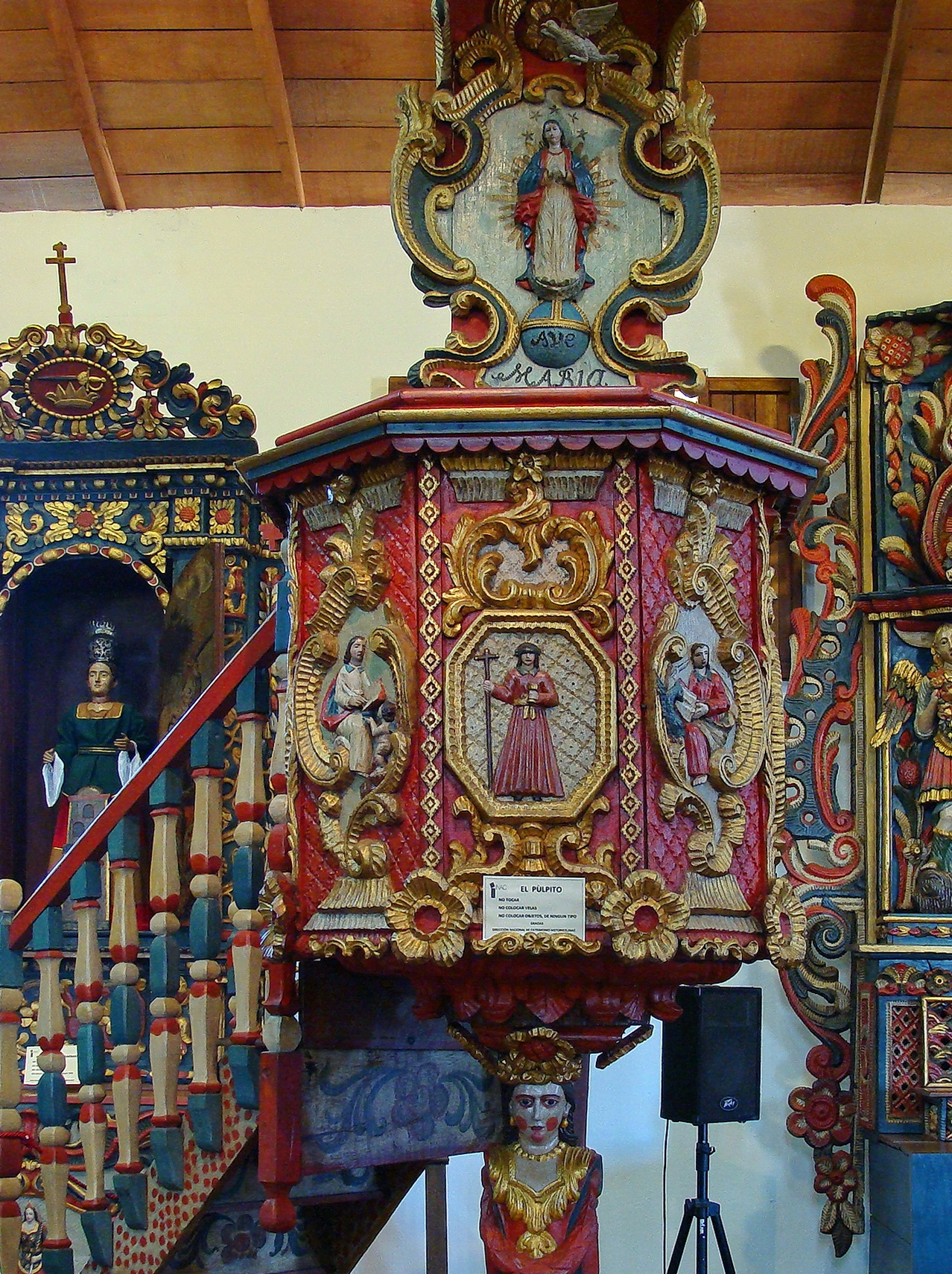
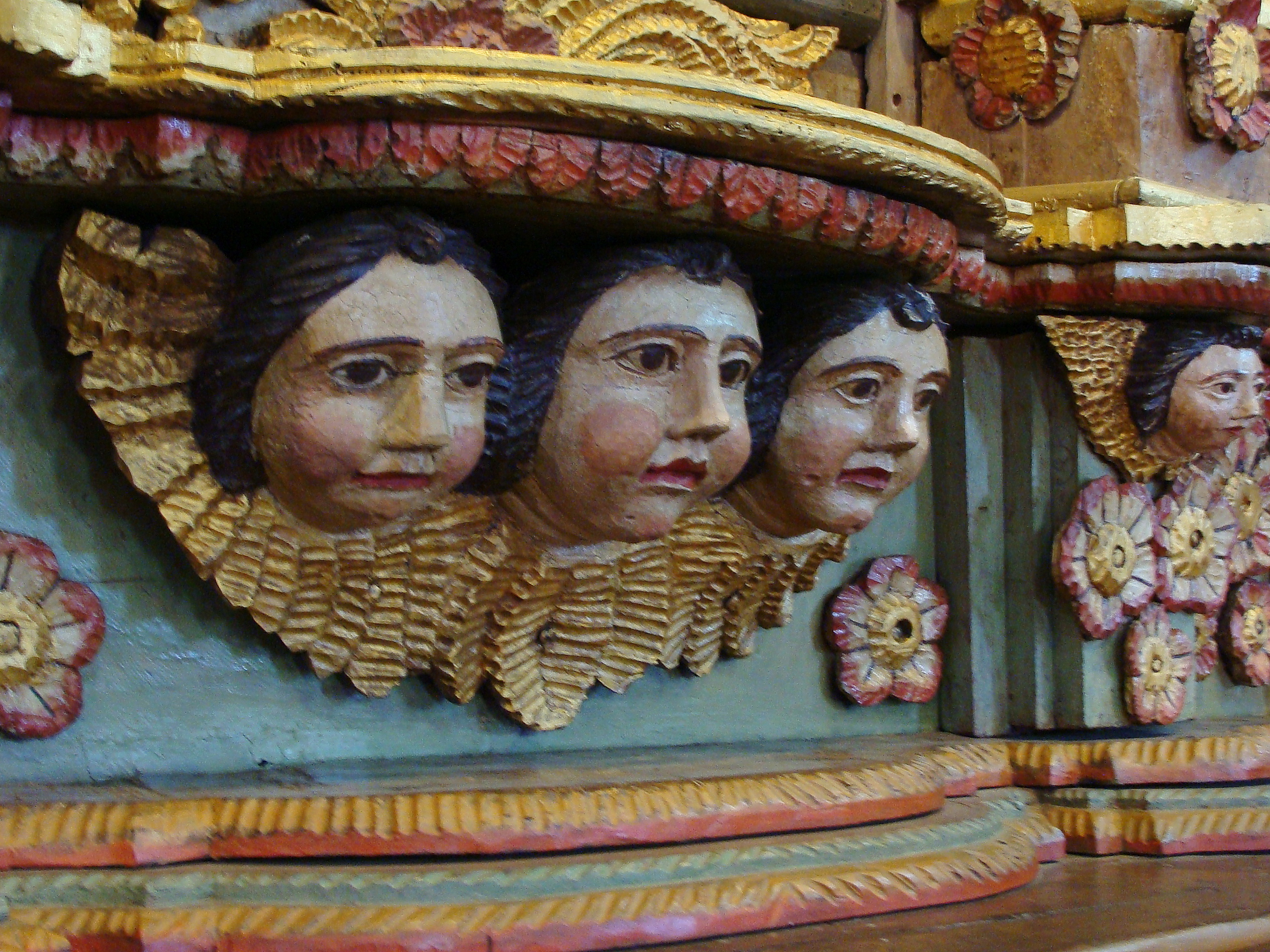
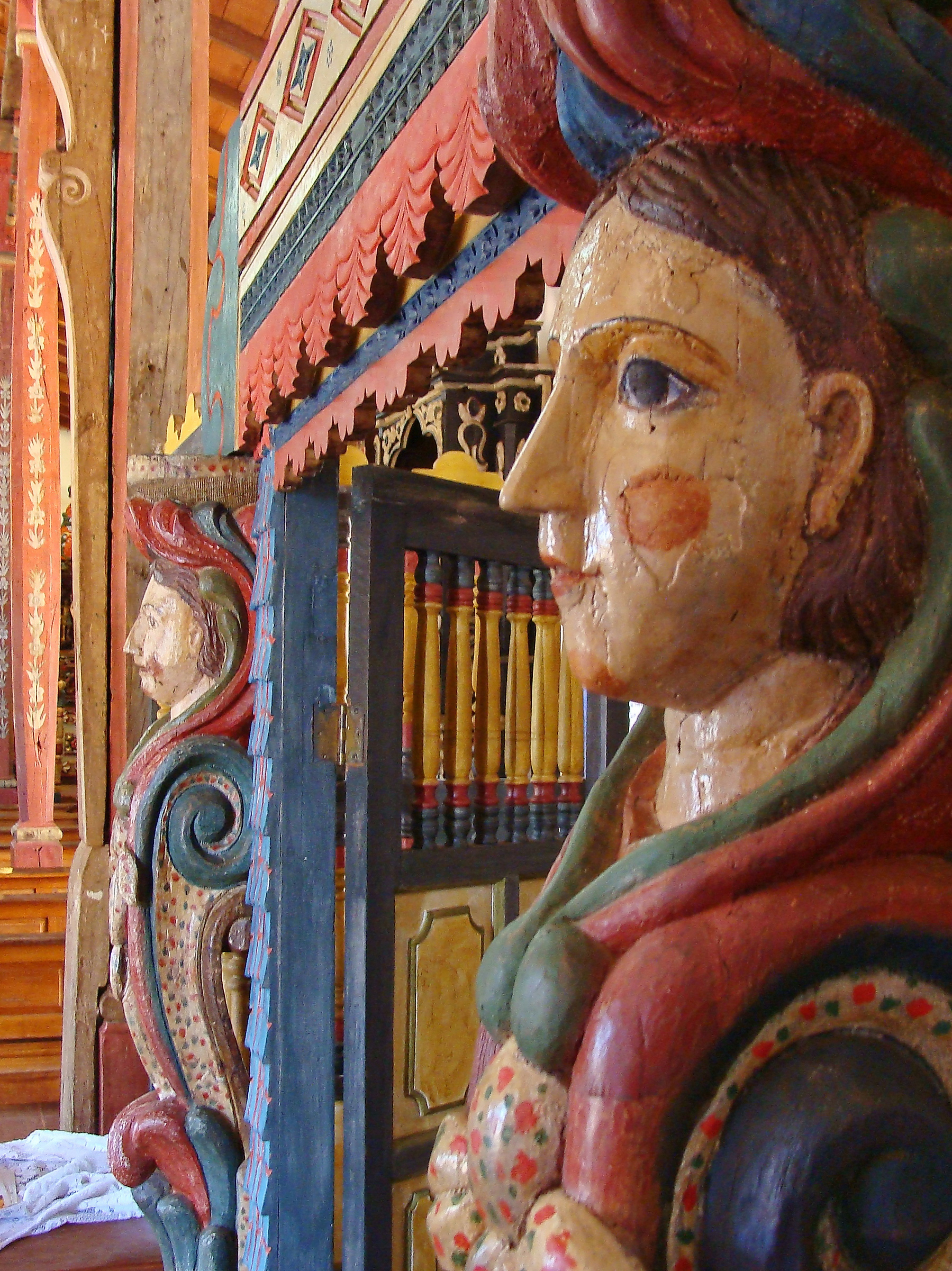
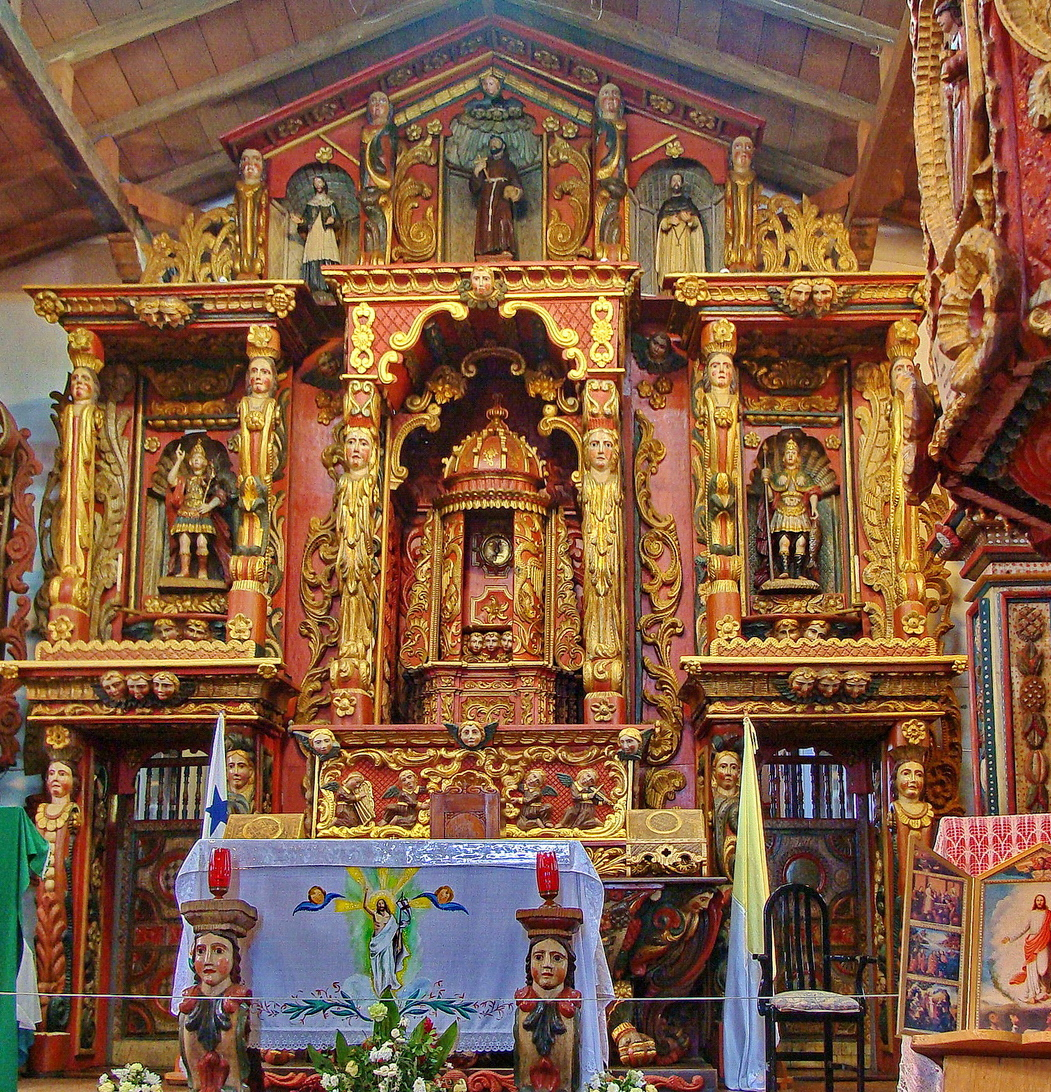
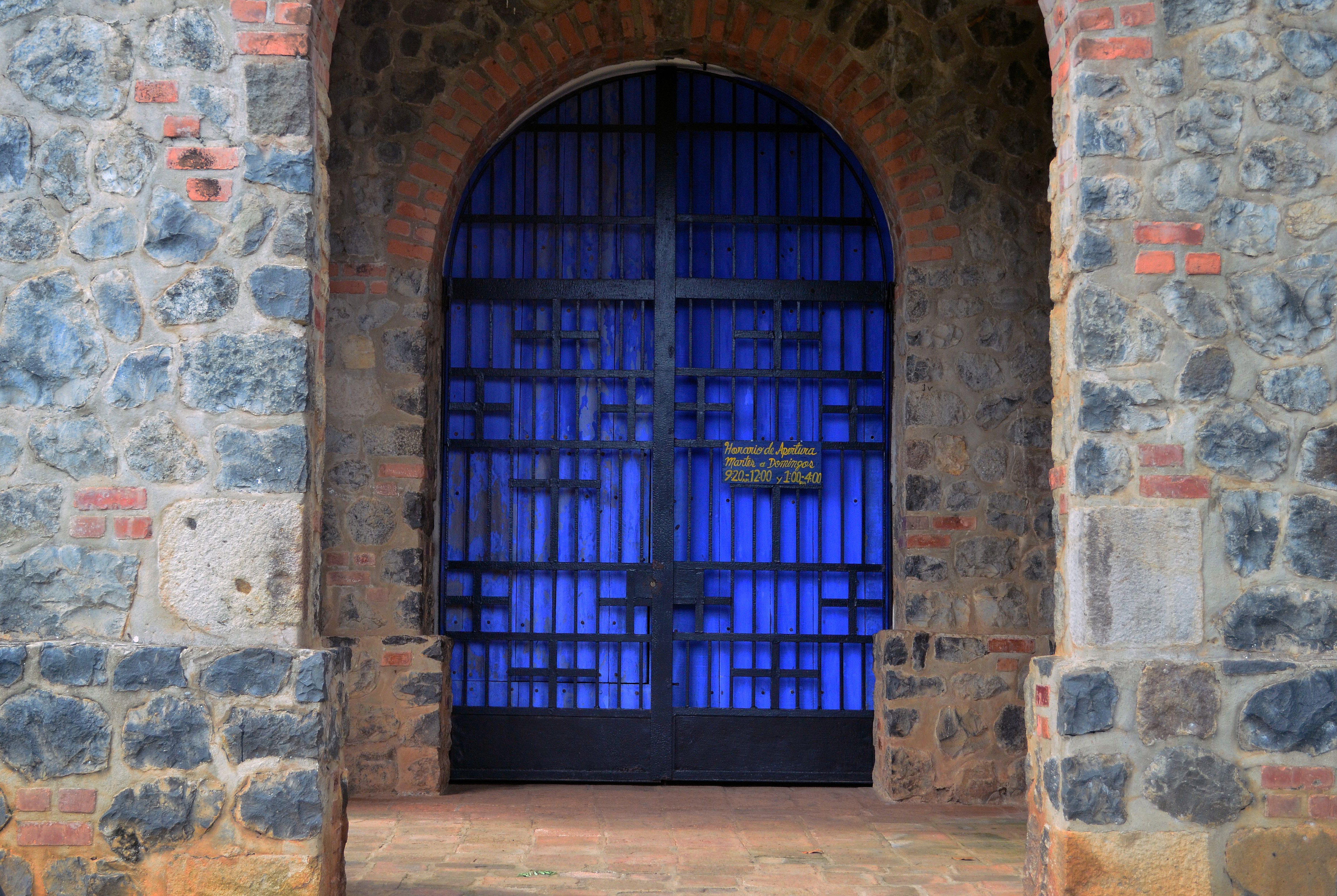
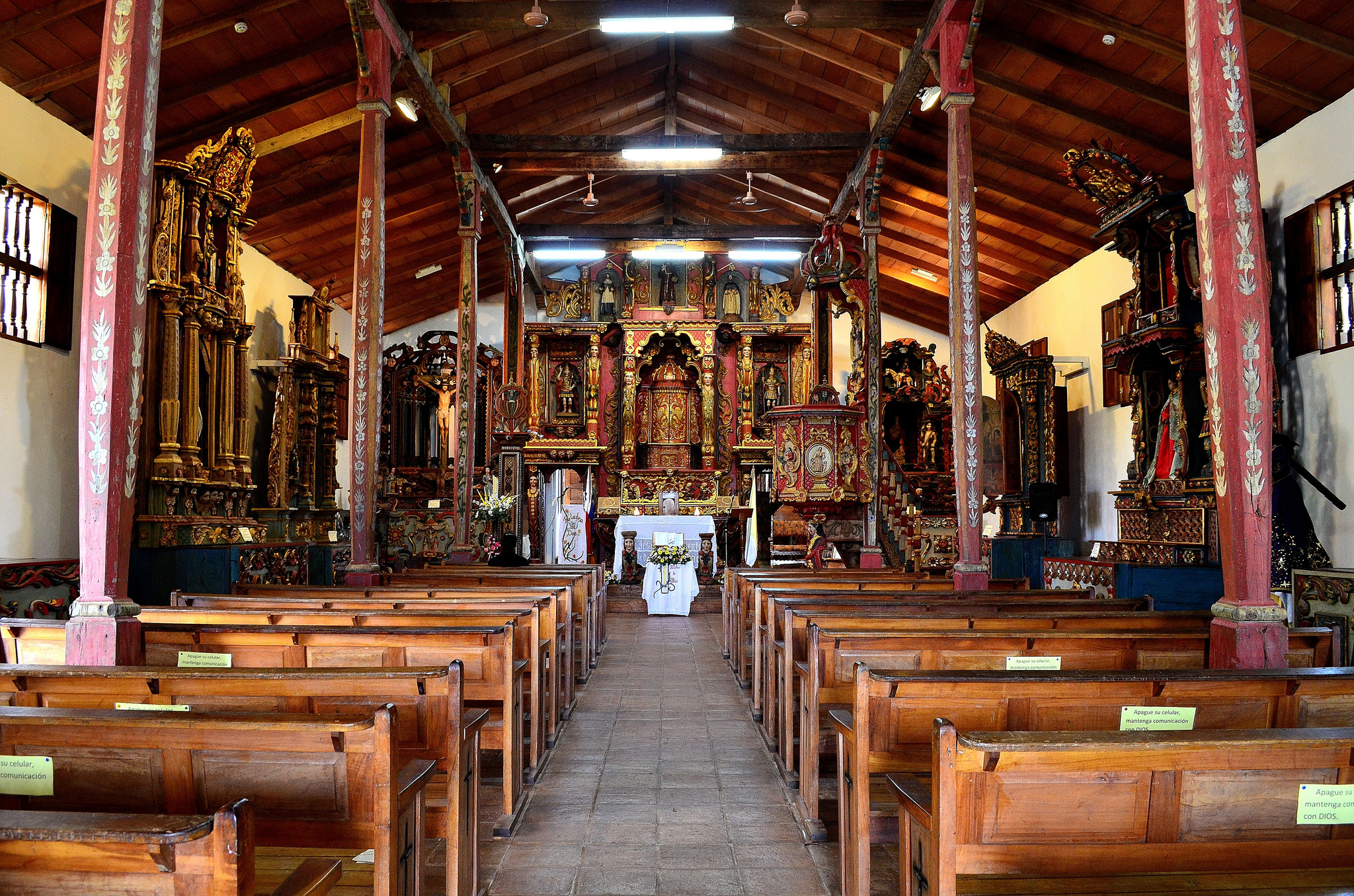
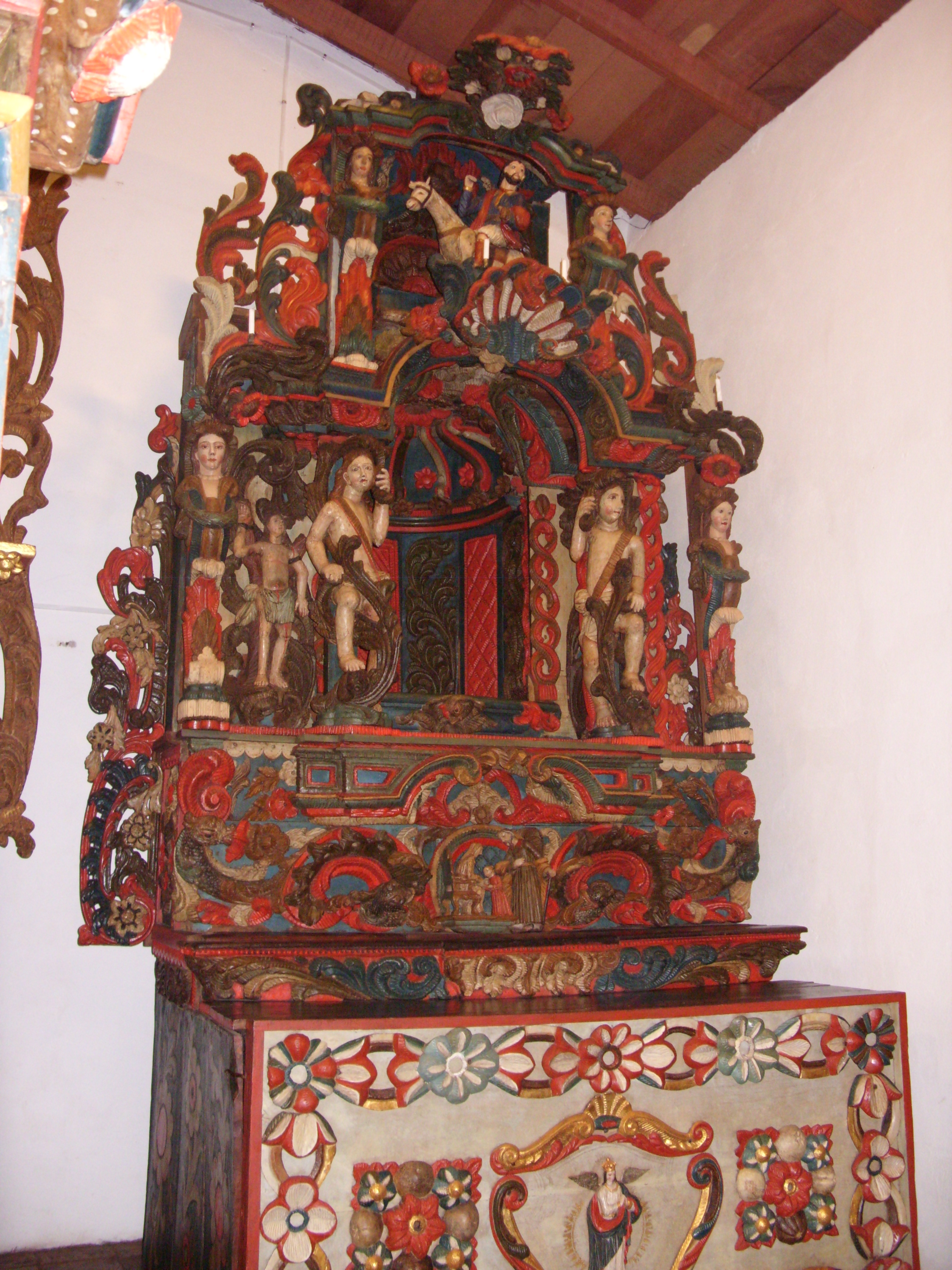
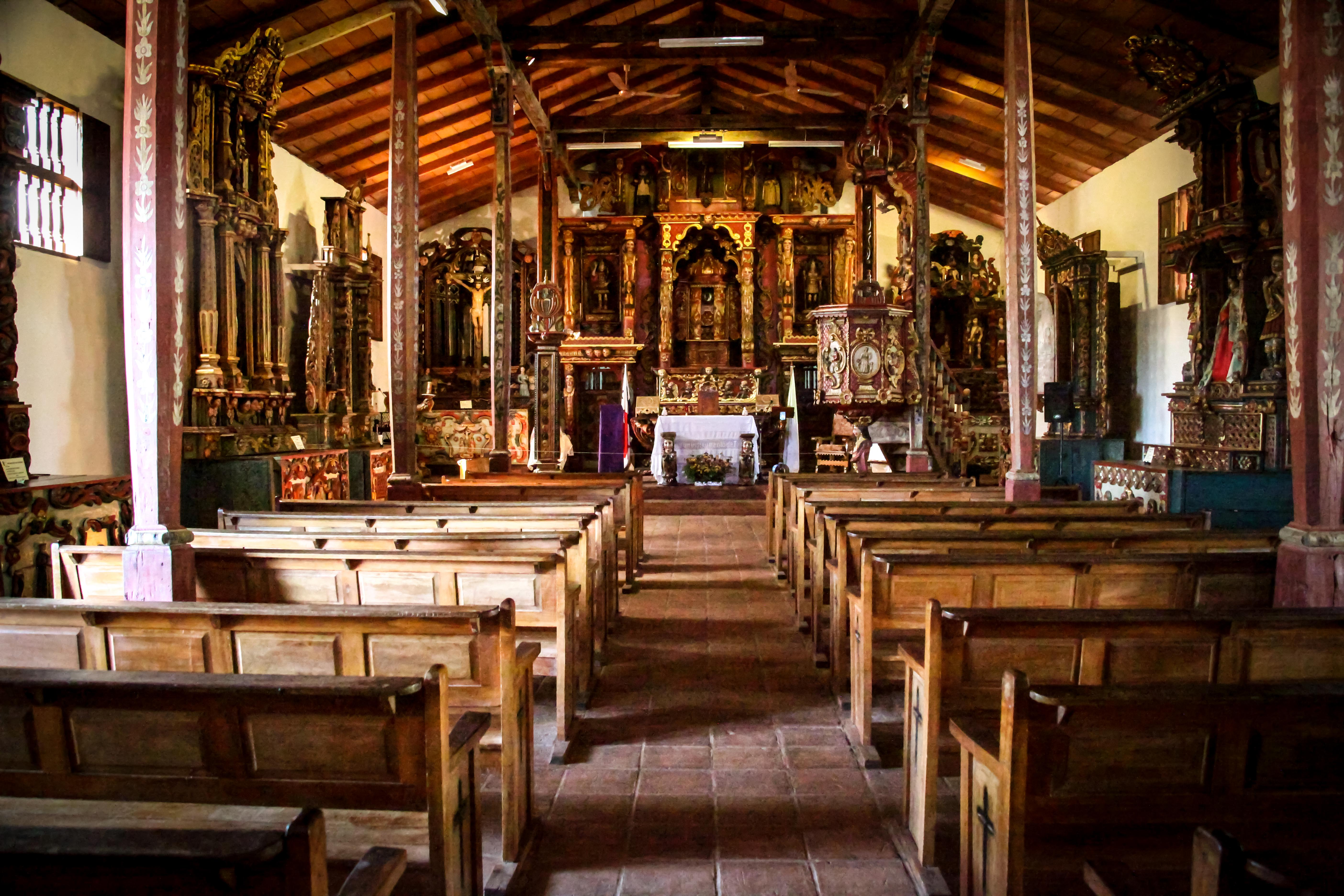